# Liste der höchsten Gebäude im Nahen Osten
Dies ist eine Liste der höchsten Wolkenkratzer im Nahen Osten, mit jeweils offizieller Höhe und Anzahl der nutzbaren Stockwerke nach den Kriterien der CTBUH. Die Liste beinhaltet alle Hochhäuser ab 300 Metern, die bereits erbaut oder im Bau sind (Bauten mit Baustopp mit inbegriffen).

## Tabellarische Auflistung der fertiggestellten Wolkenkratzer im Nahen Osten ab 300 Metern Höhe
| Nr. | Name                                       | Stadt     | Staat                        | Höhe  | Etagen | Baujahr |
| --- | ------------------------------------------ | --------- | ---------------------------- | ----- | ------ | ------- |
| 1   | Burj Khalifa                               | Dubai     | Vereinigte Arabische Emirate | 828 m | 163    | 2010    |
| 2   | Mecca Royal Clock Tower Hotel              | Mekka     | Saudi-Arabien                | 601 m | 120    | 2012    |
| 3   | Dream Dubai Marina                         | Dubai     | Vereinigte Arabische Emirate | 427 m | 101    | 2017    |
| 4   | Princess Tower                             | Dubai     | Vereinigte Arabische Emirate | 414 m | 101    | 2012    |
| 5   | Al Hamra Tower                             | Kuwait    | Kuwait                       | 413 m | 77     | 2011    |
| 6   | 23 Marina                                  | Dubai     | Vereinigte Arabische Emirate | 393 m | 90     | 2012    |
| 7   | Public Investment Fund Tower               | Riad      | Saudi-Arabien                | 385 m | 77     | 2017    |
| 8   | Burj Mohammed Bin Rashid                   | Abu Dhabi | Vereinigte Arabische Emirate | 381 m | 88     | 2014    |
| 9   | Elite Residence                            | Dubai     | Vereinigte Arabische Emirate | 380 m | 91     | 2012    |
| 10  | The Address The BLVD                       | Dubai     | Vereinigte Arabische Emirate | 370 m | 72     | 2017    |
| 11  | Ciel Tower                                 | Dubai     | Vereinigte Arabische Emirate | 364 m | 81     | 2024    |
| 12  | Almas Tower                                | Dubai     | Vereinigte Arabische Emirate | 363 m | 74     | 2009    |
| 13  | City Tower 1                               | Dubai     | Vereinigte Arabische Emirate | 358 m | 83     | 2025    |
| 14  | Gevora Hotel                               | Dubai     | Vereinigte Arabische Emirate | 356 m | 75     | 2017    |
| 15  | Il Primo Tower                             | Dubai     | Vereinigte Arabische Emirate | 356 m | 79     | 2023    |
| 16  | Emirates Park Tower 1                      | Dubai     | Vereinigte Arabische Emirate | 355 m | 77     | 2012    |
| 17  | Emirates Park Tower 2                      | Dubai     | Vereinigte Arabische Emirate | 355 m | 77     | 2012    |
| 18  | Emirates Office Tower                      | Dubai     | Vereinigte Arabische Emirate | 355 m | 54     | 2000    |
| 19  | The Torch                                  | Dubai     | Vereinigte Arabische Emirate | 352 m | 86     | 2011    |
| 20  | ADNOC Headquarters                         | Abu Dhabi | Vereinigte Arabische Emirate | 335 m | 65     | 2015    |
| 21  | ADNOC Headquarters                         | Abu Dhabi | Vereinigte Arabische Emirate | 342 m | 65     | 2015    |
| 22  | SLS Dubai                                  | Dubai     | Vereinigte Arabische Emirate | 335 m | 75     | 2020    |
| 23  | DAMAC Heights                              | Dubai     | Vereinigte Arabische Emirate | 335 m | 88     | 2018    |
| 24  | The A-Tower                                | Dubai     | Vereinigte Arabische Emirate | 334 m | 62     | 2021    |
| 25  | Uptown Tower                               | Dubai     | Vereinigte Arabische Emirate | 333 m | 77     | 2023    |
| 26  | Rose Tower                                 | Dubai     | Vereinigte Arabische Emirate | 333 m | 72     | 2007    |
| 27  | The Address Residence - Fountain Views III | Dubai     | Vereinigte Arabische Emirate | 332 m | 77     | 2019    |
| 28  | Al Yaqoub Tower                            | Dubai     | Vereinigte Arabische Emirate | 330 m | 72     | 2012    |
| 29  | The Index                                  | Dubai     | Vereinigte Arabische Emirate | 328 m | 80     | 2009    |
| 30  | The Landmark                               | Abu Dhabi | Vereinigte Arabische Emirate | 324 m | 72     | 2013    |
| 31  | Burj al Arab                               | Dubai     | Vereinigte Arabische Emirate | 321 m | 60     | 1999    |
| 32  | HHHR Tower                                 | Dubai     | Vereinigte Arabische Emirate | 317 m | 72     | 2009    |
| 33  | Five Jumeirah Village Dubai                | Dubai     | Vereinigte Arabische Emirate | 314 m | 65     | 2019    |
| 34  | Ocean Heights                              | Dubai     | Vereinigte Arabische Emirate | 310 m | 82     | 2010    |
| 35  | Emirates Hotel Tower                       | Dubai     | Vereinigte Arabische Emirate | 309 m | 56     | 2000    |
| 36  | Burj Rafal                                 | Riad      | Saudi-Arabien                | 308 m | 68     | 2014    |
| 37  | Cayan Tower                                | Dubai     | Vereinigte Arabische Emirate | 307 m | 73     | 2013    |
| 38  | Amna Tower A1                              | Dubai     | Vereinigte Arabische Emirate | 307 m | 75     | 2019    |
| 39  | Noora Tower A1                             | Dubai     | Vereinigte Arabische Emirate | 307 m | 75     | 2019    |
| 40  | The Address Downtown Dubai                 | Dubai     | Vereinigte Arabische Emirate | 306 m | 63     | 2008    |
| 41  | Etihad Tower 2                             | Abu Dhabi | Vereinigte Arabische Emirate | 305 m | 79     | 2011    |
| 42  | KAFD World Trade Center                    | Riad      | Saudi-Arabien                | 304 m | 67     | 2019    |
| 43  | Kingdom Centre                             | Riad      | Saudi-Arabien                | 302 m | 41     | 2002    |
| 44  | One Za‘abeel Tower 1                       | Dubai     | Vereinigte Arabische Emirate | 301 m | 68     | 2023    |
| 45  | Lusail Plaza Tower 3                       | Doha      | Katar                        | 301 m | 64     | 2023    |
| 46  | Lusail Plaza Tower 4                       | Doha      | Katar                        | 301 m | 64     | 2023    |
| 47  | Aspire Tower                               | Doha      | Katar                        | 300 m | 36     | 2006    |
| 48  | Arraya Tower                               | Kuwait    | Kuwait                       | 300 m | 60     | 2009    |
| 49  | NBK Tower                                  | Kuwait    | Kuwait                       | 300 m | 59     | 2019    |

Der Burj Khalifa in Dubai
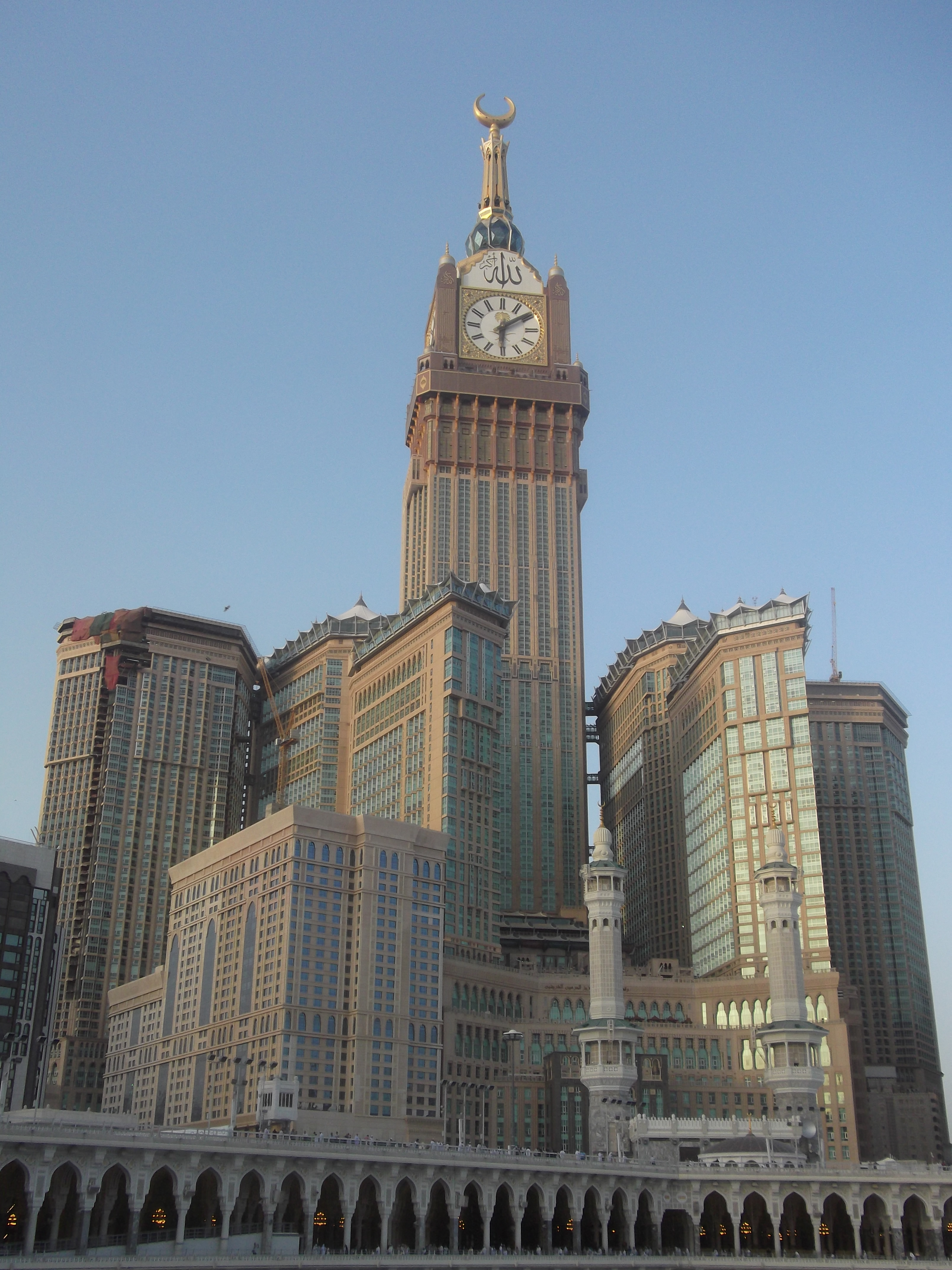
Mecca Royal Clock Tower Hotel in Mekka
The Landmark, Abu Dhabi
Burj al Arab in Dubai

## In Bau oder in Planung
| Name                                         | Stadt          | Staat                        | Höhe   | Etagen | Baujahr | Status       |
| -------------------------------------------- | -------------- | ---------------------------- | ------ | ------ | ------- | ------------ |
| Jeddah Tower                                 | Dschidda       | Saudi-Arabien                | 1000 m | 167    | 2028    | im Bau       |
| Dubai Creek Tower                            | Dubai          | Vereinigte Arabische Emirate | 828+ m |        |         | im Bau       |
| Burj Azizi                                   | Dubai          | Vereinigte Arabische Emirate | 725 m  | 133    | 2030    | im Bau       |
| Burj Binghatti Jacob & Co Residences         | Dubai          | Vereinigte Arabische Emirate | 595 m  | 105    | 2027    | im Bau       |
| Tiger Sky Tower                              | Dubai          | Vereinigte Arabische Emirate | 532 m  | 116    | 2029    | im Bau       |
| Six Senses Residences                        | Dubai          | Vereinigte Arabische Emirate | 517 m  | 125    | 2028    | im Bau       |
| Franck Muller Aeternitas Tower               | Dubai          | Vereinigte Arabische Emirate | 450 m  | 106    | 2027    | im Bau       |
| First Iraq Tower                             | Baghdad        | Iran                         | 380 m  | 80     | 2028    | im Bau       |
| Bayz101                                      | Dubai          | Vereinigte Arabische Emirate | 363 m  | 108    | 2028    | im Bau       |
| Rixos Financial Center Road Dubai Residences | Dubai          | Vereinigte Arabische Emirate | 348 m  | 87     | 2027    | im Bau       |
| Al Habtoor City Tower                        | Dubai          | Vereinigte Arabische Emirate | 345 m  | 82     | 2026    | im Bau       |
| Safa Two de GRISOGONO                        | Dubai          | Vereinigte Arabische Emirate | 340 m  | 87     | 2027    | im Bau       |
| Azrieli Spiral Tower                         | Tel Aviv       | Israel                       | 323 m  | 91     | 2025    | im Bau       |
| Beyond Office Tower                          | Givatayim      | Israel                       | 308 m  | 72     | 2025    | im Bau       |
| Wynn Al Marjan Island Resort                 | Ra’s al-Chaima | Vereinigte Arabische Emirate | 305 m  | -      | 2027    | im Bau       |
| Pentominium                                  | Dubai          | Vereinigte Arabische Emirate | 516 m  | 122    |         | Bau gestoppt |
| Marina 106                                   | Dubai          | Vereinigte Arabische Emirate | 445 m  | 106    |         | Bau gestoppt |
| Dubai Towers Doha                            | Doha           | Katar                        | 437 m  | 94     |         | Bau gestoppt |
| Diamond Tower                                | Dschidda       | Saudi-Arabien                | 432 m  | 93     | 2020    | Bau gestoppt |
| La Maison by HDS                             | Dubai          | Vereinigte Arabische Emirate | 387 m  | 101    |         | Bau gestoppt |
| The Square Capital Tower                     | Kuwait         | Kuwait                       | 376 m  | 70     |         | Bau gestoppt |
| Thema Skyscraper                             | Dubai          | Vereinigte Arabische Emirate | 330 m  | 66     |         | Bau gestoppt |
| Lamar Towers                                 | Dschidda       | Saudi-Arabien                | 322 m  | 65     | 2014    | Bau gestoppt |
| Tameer Commercial Tower                      | Abu Dhabi      | Vereinigte Arabische Emirate | 300 m  | 74     |         | Bau gestoppt |
| Dubai Pearl                                  | Dubai          | Vereinigte Arabische Emirate | 300 m  | 73     |         | Bau gestoppt |

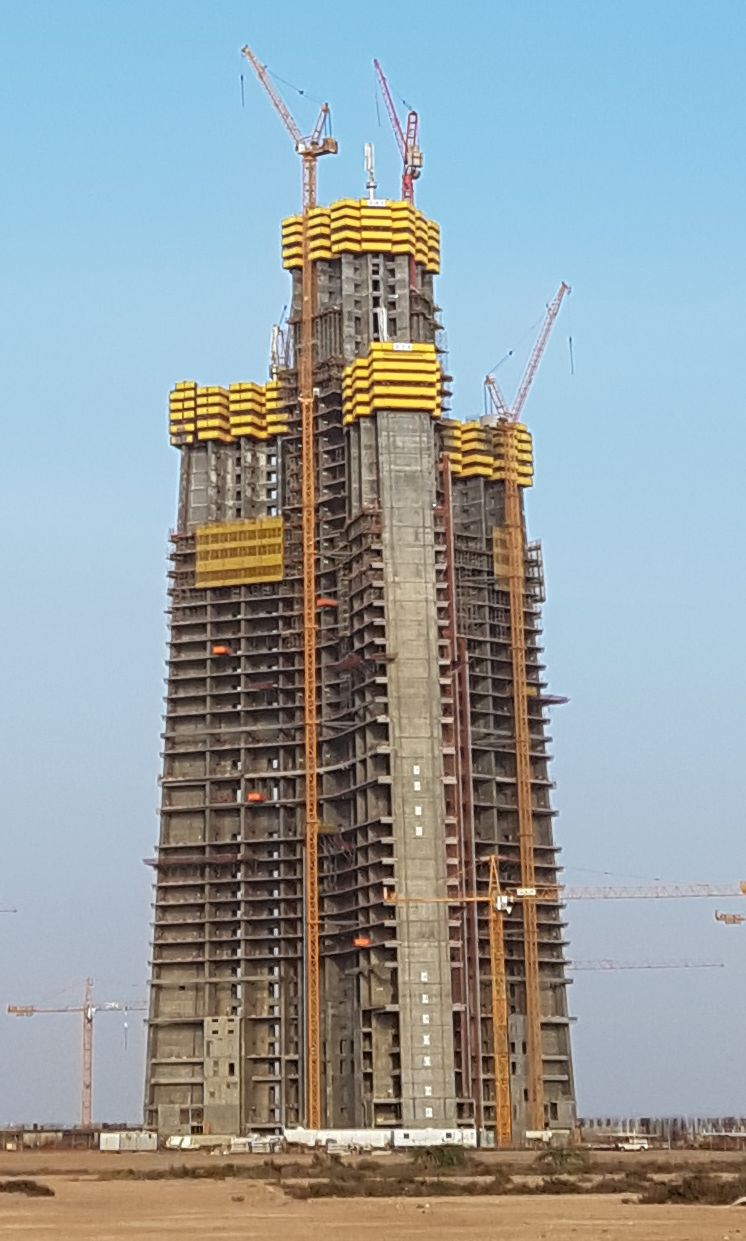
Baustelle des Jeddah Tower im Dezember 2016